# Saint-Jean-Pierre-Fixte
Saint-Jean-Pierre-Fixte é uma comuna francesa na região administrativa do Centro, no departamento Eure-et-Loir. Estende-se por uma área de 6,98 km². Em 2010 a comuna tinha 266 habitantes (densidade: 38,1 hab./km²).